# Con Martin
Cornelius Joseph Martin (20 de març de 1923 - 24 de febrer de 2013) fou un futbolista irlandès de la dècada de 1940.
Començà practicant el futbol gaèlic.
Fou internacional amb la selecció d'Irlanda unificada (IFA) i amb l'Estat Lliure d'Irlanda (FAI). Pel que fa a clubs, defensà els colors de Drumcondra, Glentoran, Leeds United i Aston Villa.

## Palmarès
Futbol gaèlic
Dublin
- Leinster Champions: 1
  - 1941

Futbol
Drumcondra
- FAI Cup: 1
  - 1946